# 斯维尔德洛夫区 (比什凯克)
斯维尔德洛夫区位于吉尔吉斯斯坦北部，是首都比什凯克的一个区。 2009年人口为214,100人。 它涵盖了城市的东北部。

## 人口统计

### 民族构成
根据2009年人口普查，斯维尔德洛夫区的族裔组成（居住人口）为：
| 民族       | 比例  |
| ---------- | ----- |
| 柯尔克孜族 | 60.3% |
| 俄羅斯人   | 24.7% |
| 维吾尔族   | 3.9%  |
| 乌孜别克族 | 2.0%  |
| 鞑靼人     | 1.9%  |
| 朝鲜族     | 1.3%  |
| 哈薩克族   | 1.2%  |
| 乌克兰族   | 1.0%  |
| 东干族     | 0.7%  |
| 其他民族   | 3.6%  |